# Bascharage
Bascharage este un oraș în Luxemburg.